# Талат Џафери
Талат Џафери (алб. Talat Xhaferi; Форино, 15. април 1962) македонски је политичар. У периоду од 28. јануара до 23. јуна 2024. био је на положају председника Владе Северне Македоније. Између 2017. и 2024. обављао је функцију председника Собрања Републике Северне Македоније, а између 2013. и 2014. био министар одбране. Бивши је припадник Ослободилачке националне армије (ОНА).

## Биографија
Рођен је 15. априла 1962. у албанској породици у Форину, код Гостивара. Основну школу похађао је у оближњим Чегранима, а средње образовање наставио у Војној гимназији у Београду.
Студирао је на Војној академији Копнене војске Југословенске народне армије (ЈНА) у Београду и Сарајеву. Бивши је официр ЈНА и командант Ослободилачке националне армије (ОНА). Учествовао је у сукобу 2001. на страни албанских побуњеника, након што је дезертирао из Армије Републике Македоније. Од 2013. до 2014. служио као министар одбране у влади Николе Груевског.
Године 2017. постао је председник северномакедонског парламента. Његов избор за председника Собрања је био повод за упад македонских националистичких демонстраната у зграду Собрања приликом кога је повређено неколико десетина људи, укључујући бројне посланике.